# Dactylospora rhyparizae
Dactylospora rhyparizae är en lavart som beskrevs av Arnold. Dactylospora rhyparizae ingår i släktet Dactylospora, och familjen Dactylosporaceae. Arten är reproducerande i Sverige.